# Down-szindróma-világnap

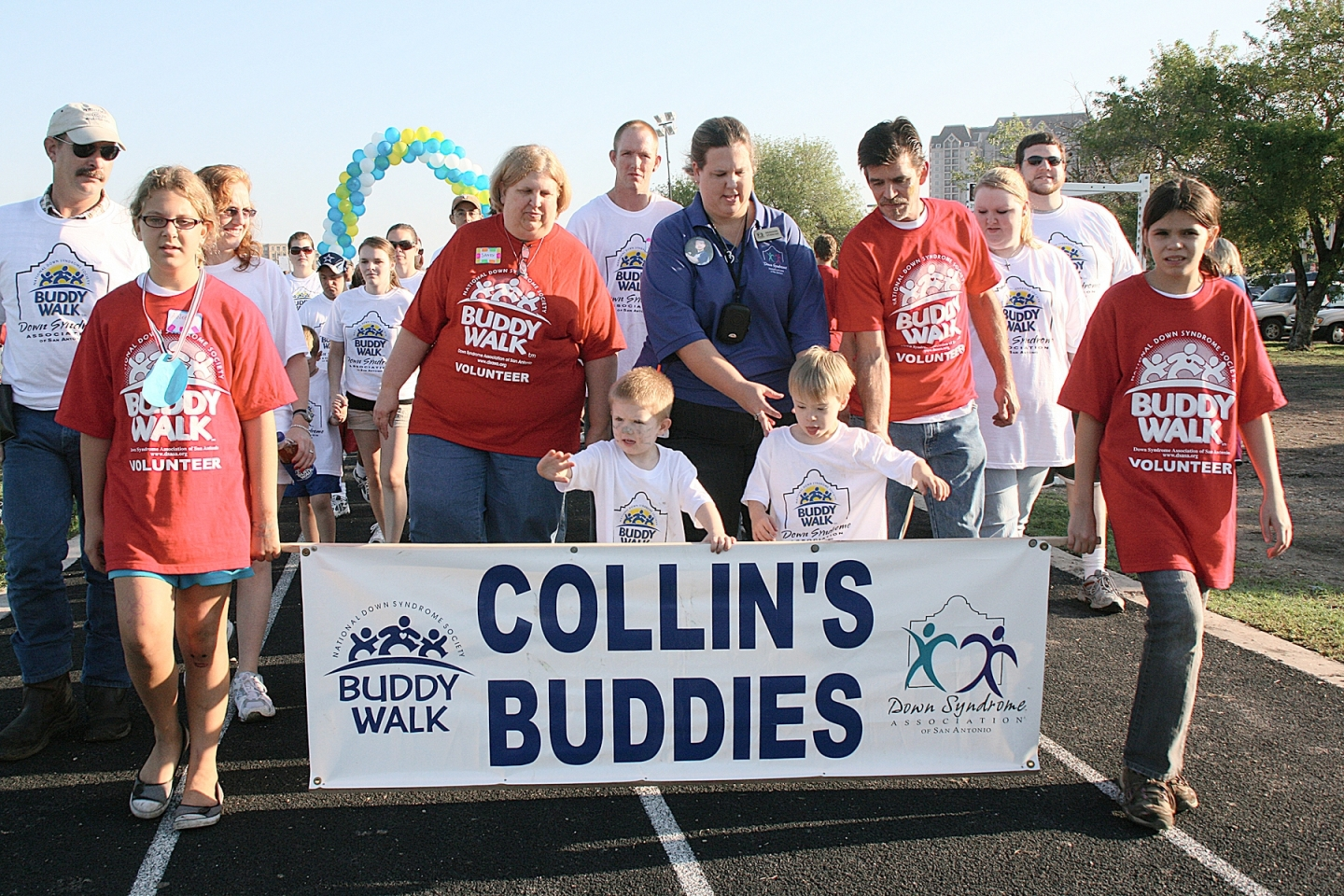
Baráti séta a Down-szindrómás gyermekeket nevelő családokért, USA

A Down-szindróma világnapját (World Down Syndrome Day) március 21-én tartják. Az eredeti ötlet Stylianos E. Antonarakis genetikustól származik, majd az ART21 nevű svájci betegcsoport átvette a napot. Az első világnapot Svájcban tartották 2006-ban. Az ünnep célja, hogy felhívja a figyelmet a Down-szindrómára, növelje a megértést, és segítsen, hogy a Down-szindrómások méltósággal és a társadalom aktív tagjaiként élhessenek teljes életet. Ezen a napon jellemzően olyan események zajlanak, amelyek felhívják a figyelmet a Down-szindrómások teljesítményére, és támogatják a függetlenségüket, önképviseletüket és döntési szabadságukat.
Magyarországon a Down Egyesület kezdeményezésére 2009-től rendeznek nagyszabású ünnepséget Budapesten a Vígszínházban. A Down Világnap mára országos eseménnyé nőtte ki magát és a budapesti rendezvények mellett számos más városban is megemlékeznek a világnapról. A Down Világnapi Gálát 2014-ben Székesfehérváron tartották, 2015-ben pedig Nyíregyháza adott otthont a legnagyobb rendezvénynek, miközben országszerte folytak programok: jótékonysági rendezvények, érzékenyítő játékok, koncertek, előadások. 2016-ban a Down-szindróma világnapja alkalmából Budapesten rendezik meg az 1. Nemzetközi Kromoszóma Karnevált, jótékonysági sétával, koncertekkel.
Az ENSZ közgyűlésének harmadik bizottsága 2011. november 10-én tartott plenáris ülésén elfogadta, hogy 2012-től március 21. a Down-szindróma világnapja legyen. Az előterjesztést Brazília nyújtotta be és 78 ENSZ tagállam támogatta. A Down Syndrome International (DSI) felhívására két hét leforgása alatt 12000 támogató aláírás gyűlt össze, amelyeket szintén benyújtottak a bizottságnak. A DSI 2006 óta rendezi meg a Down-szindróma világnapját március 21-én (03. 21. - a dátum a Down-szindróma mögött álló, három példányban jelenlevő 21. kromoszómára utal). 2012-től kezdődően az ENSZ felhívja minden tagállamát, az érintett ENSZ szervezeteket, a nemzetközi szervezeteket, a civil társadalmat és a privát szektort, hogy ünnepeljék meg a Down-szindróma világnapját és aktívan járuljanak hozzá, hogy a társadalom a Down-szindrómásokra figyeljen. Ez óriási lépés a Down-szindrómások, családtagjaik, az értük dolgozók és mindenki számára, aki azt szeretné, hogy a Down szindrómások életminősége javuljon és emberi jogaik ne sérüljenek.